# Herminio Díaz Zabala
Pour les articles homonymes, voir Diaz.
Herminio Díaz Zabala est un coureur cycliste espagnol, né le 12 décembre 1964 à Reocín.

## Biographie
Professionnel de 1986 à 1998, il remporte notamment une étape du Tour d'Espagne 1989 et Tirreno-Adriatico en 1991. Son grand frère Pedro Luis a également été cycliste professionnel. 
Après sa carrière sportive, il intègre l'encadrement de l'équipe Liberty Seguros.

## Palmarès

### Palmarès amateur
- 1984
  - 3e du championnat d'Espagne de poursuite
- 1985
  - San Gregorio Saria
  - 2ea étape du Tour des régions italiennes
  - Bizkaiko Bira (es)
  - 2e de Tarbes-Sauveterre

### Palmarès professionnel
- 1987
  - 4eb étape du Tour de Cantabrie
- 1988
  - 5eb étape du Tour de Cantabrie
- 1989
  - 9e étape du Tour d'Espagne
- 1990
  - 3eb étape du Tour de Murcie (contre-la-montre par équipes)
  - 2e du Grand Prix de la Libération
- 1991
  - Classement général de Tirreno-Adriatico
  - 2eb étape du Tour d'Espagne (contre-la-montre par équipes)
  - 1re étape du Tour de Catalogne (contre-la-montre par équipes)
- 1992
  - 1re étape du Tour d'Andalousie (contre-la-montre par équipes)
  - 3e du Tour d'Andalousie
- 1994
  - 2e étape du Tour de Murcie
  - 3e du Trofeo Soller
  - 3e du Tour de Murcie
- 1995
  - 5e étape du Tour de Tasmanie
  - 3e du Tour de Tasmanie
- 1996
  - 2e du Tour de La Rioja

## Résultats sur les grands tours

### Tour de France
9 participations
- 1988 : 118e
- 1990 : 90e
- 1991 : 75e
- 1992 : 97e
- 1993 : 102e
- 1994 : 109e
- 1995 : 35e
- 1996 : 53e
- 1998 : non-partant (18e étape)

### Tour d'Espagne
9 participations
- 1989 : 110e, vainqueur de la 9e étape
- 1991 : 42e, vainqueur de la 2eb étape (contre-la-montre par équipes),  maillot amarillo pendant 1 jour
- 1992 : 51e
- 1993 : 54e
- 1994 : 63e
- 1995 : 58e
- 1996 : 63e
- 1997 : 68e
- 1998 : 72e

### Tour d'Italie
1 participation
- 1990 : 78e